# Marokopa River
Der Marokopa River ist ein an der Westküste der Nordinsel in die Tasmansee mündender Fluss in Neuseeland.

## Geographie
Der Fluss entspringt in bewaldeten Bergen westlich der Waitomo Caves und fließt in westlicher Richtung bis zur Ansiedlung Awamarino. Auf dem Weg stürzt der Fluss bei den Marokopa Falls 35 m tief und nimmt das Wasser des Tawarau River auf. Von Awamarino fließt er in südwestlicher Richtung bis zum Ort Marokopa, wo er in die Tasmansee mündet.

## Infrastruktur
Von der Mündung bei der Ortschaft Marokopa aus führt die Marokopa Road entlang des Flussufers bis zur Ansiedlung Te Anga, von wo die Ta Anga Road dem Fluss bis zur Mangapohue Natural Bridge folgt. Dort knickt die Straße in südöstliche Richtung ab und führt bis zum New Zealand State Highway 37 bei den Waitomo Caves.